# Jack Carr
Pour les articles homonymes, voir Carr.
Jack Carr (né le 3 juillet 1975) est un homme politique canadien, député progressiste-conservateur de New Maryland-Sunbury-Ouest  à l'Assemblée législative du Nouveau-Brunswick de 2008 à 2014.

## Biographie
Jack Carr est membre du Parti progressiste-conservateur du Nouveau-Brunswick. Il est élu le 18 septembre 2006, lors de la 56e élection générale, pour représenter la circonscription de New Maryland-Sunbury-Ouest  à l'Assemblée législative du Nouveau-Brunswick, dans la 56e législature.
Il est réélu à la 57e législature le 27 septembre 2010, lors de la 57e élection générale.
Il est le frère de Jody Carr.
Il ne s'est pas représenté aux élections provinciales de 2014. Son frère aîné, Jeff Carr, a été nommé candidat progressiste-conservateur dans la circonscription de New Maryland-Sunbury et a remporté l'élection.